# Bruderhaus Culm
Das Bruderhaus war eine Niederlassung der Brüder vom gemeinsamen Leben in Culm in Polnisch-Preußen von 1472 bis etwa 1509.

## Geschichte
1472 erteilte die Stadt Culm die Genehmigung zum Betreiben einer Schule durch Brüder vom gemeinsamen Leben. Die beiden ersten Ordenspriester Johannes Westerwaldt und Gerhard Zewerth kamen aus dem Gründungshaus der Gemeinschaft aus Zwolle in den Niederlanden. Die Niederlassung in Culm war deren östlichste überhaupt.
Die Brüder bauten eine schola particularis auf, was etwa einem Gymnasium entspricht und in dieser Zeit die höchstrangige Schule in Polnisch-Preußen war. 1489 wurde ihnen die Leitung  auf ewig übertragen, dazu der Besitz von drei Häusern, der Güter Gogolin und Steinwage, einer Mühle und Fischereirechte in der Weichsel bestätigt.
Wahrscheinlich 1509 verließen die Brüder die Stadt und gaben ihren gesamten Besitz dort zurück. Ursache waren möglicherweise kriegerische Ereignisse. Die Schule – Nikolaus Kopernikus soll sie besucht haben – bestand weiter bis etwa 1536.
Die Brüder hatten eine große Bibliothek und wahrscheinlich eine Druckerei in Culm. Einige Bände sind erhalten, darunter Werke der Devotio moderna.